# 58 км (зупинний пункт, Придніпровська залізниця)
58 кіломе́тр — пасажирський залізничний зупинний пункт Запорізької дирекції Придніпровської залізниці на неелектрифікованій лінії Чаплине — Пологи між станціями Гайчур (15 км) та Гуляйполе (6 км). Розташований неподалік села Цвіткове Пологівського району Запорізької області.

## Пасажирське сполучення
Через зупинний пункт Платформа 58 км щоденно курсувала одна пара приміських поїздів сполученням Пологи — Чаплине. Наразі пасажирське сполучення припинено.